# Колчан (математика)
Колчан (математика)  —  ориентированный граф, где разрешены петли и кратные рёбра. Колчаны обычно используются в теории представлений.
Представление колчана сопоставляет каждой вершине колчана векторное пространство V(x) и каждому ребру a линейное отображение V(a).

## Определение
Колчан Г состоит из: 
- Множества V вершин Г
- Множества E ребер Г
- Двух функций: s:E \to V, задающей «начало» ребра, и ещё одной функции, t:E \to V, задающей «конец» ребра.

Это определение идентично определению мультиграфа.
Морфизм колчанов — это отображение вершин в вершины, которое переводит направленные ребра в направленные ребра. Обозначим два колчана как {\displaystyle \Gamma =(V,E,s,t)} и {\displaystyle \Gamma '=(V',E',s',t')}. Тогда морфизм {\displaystyle m=(m_{v},m_{e})} этих колчанов состоит из двух функций {\displaystyle m_{v}:V\to V'} и {\displaystyle m_{e}:E\to E'} таких, что следующие диаграммы коммутируют:
То есть,
{\displaystyle m_{v}\circ s=s'\circ m_{e}}
и
{\displaystyle m_{v}\circ t=t'\circ m_{e}}

## Теорема Габриэля
Колчан имеет конечный тип, если он имеет только конечное число классов изоморфизма неразложимых представлений. Gabriel (1972) классифицировал все колчаны конечного типа, а также их неразложимые представления. Теорема Габриэля утверждает, что
1. (Связный) колчан имеет конечный тип тогда и только тогда, когда его базовый граф (когда направления стрелок игнорируются) является одной из  диаграмм Дынкина по классификации ADE: An, Dn, E6, E7, E8.
2. Неразложимые представления находятся во взаимно-однозначном соответствии с положительными корнями системы корней диаграммы Дынкина.

### Книги
- Kirillov, Alexander (2016), Quiver Representations and Quiver Varieties, American Mathematical Society, ISBN 978-1-4704-2307-0
- Этингоф П. и др. Введение в теорию представлений. — М.: МЦНМО, 2019. — 224 с. — ISBN 978-5-4439-1399-5.

### Записи лекций
- Crawley-Boevey, William, Lectures on Representations of Quivers (PDF), Архивировано из оригинала на 20 августа 2017{{citation}}:  Википедия:Обслуживание CS1 (бот: изначальный URL статус неизвестен) (ссылка)
- Quiver representations in toric geometry

### Исследование
- Projective toric varieties as fine moduli spaces of quiver representations